# ハンナ・フツォル
ハンナ・ワシリヴナ・フツォル（ウクライナ語: Ганна Василівна Гуцол、1984年10月16日 - ）は、ウクライナの経済学者、フェメン創設者。マスコミなどには、ロシア語および英語の名前であるアンナ・フツォルを主に使っている。演劇の経験があり、ウクライナの女性に社会・政治参加を促す為のパフォーマンスにその経験が生かされているという。
国際結婚詐欺の被害に遭うウクライナ女性の悲劇を知ったハンナは、2008年にフェメンを設立した。ハンナは「私たちの社会には女性の活動家がいないということに気づいたのがきっかけです。ウクライナは男性優位であり、女性は受動的な立場に甘んじていました」と語っている。